# Kronomafjärden
Kronomafjärden (finska: Kruununmaanaukko) är en fjärd i Finland. Den ligger i landskapet Egentliga Finland, i den sydvästra delen av landet, 180 km väster om huvudstaden Helsingfors.
Kronomafjärden avgränsas av Kalsor i väster, Torr-Kalsor i norr och Kronoma i öster. Den ansluter till Kalsorfjärden i söder och till Nurmoanaukko i noröst.